# Salines Reials d'Arc-et-Senans
Les Salines Reials d'Arc-et-Senans es troben al poble d'Arc-et-Senans, al bosc de Chaux prop de Besançon al departament de Doubs, a França. Es tracta d'un destacat projecte arquitectònic de principis de la Il·lustració, que pretenia racionalitzar els edificis industrials i els processos, segons un ordre filosòfic. Aquestes salines tenien com a finalitat la producció de sal (vegeu Història de la sal) i havien de reemplaçar les antigues salines de la regió.

## Història
Els edificis de les salines van ser dissenyats per Claude-Nicolas Ledoux, cèlebre arquitecte visionari. La construcció va començar el 1775 durant el regnat de Lluís XVI. El complex semicircular va ser planificat per reflectir una organització jeràrquica de la feina. Es pensava ampliar-lo amb la construcció d'una ciutat ideal, però aquest projecte mai no es va portar a la pràctica.
Cal dir que la gabela era un pagament obligatori de totes les persones per sobre dels 8 anys per comprar una quantitat de sal a l'any a un preu fixat pel govern. Era un impost molt impopular i se cita com una de les raons de la Revolució Francesa. Això explica probablement per què aquest edifici és tan gran (fundat per un monopoli estatal). El projecte de la ciutat ideal va ser probablement impedit per la Revolució Francesa.
El lloc és conservat i administrat com un monument per l'Institut Claude-Nicolas Ledoux. Va ser declarat Patrimoni de la Humanitat per la Unesco el 1982.

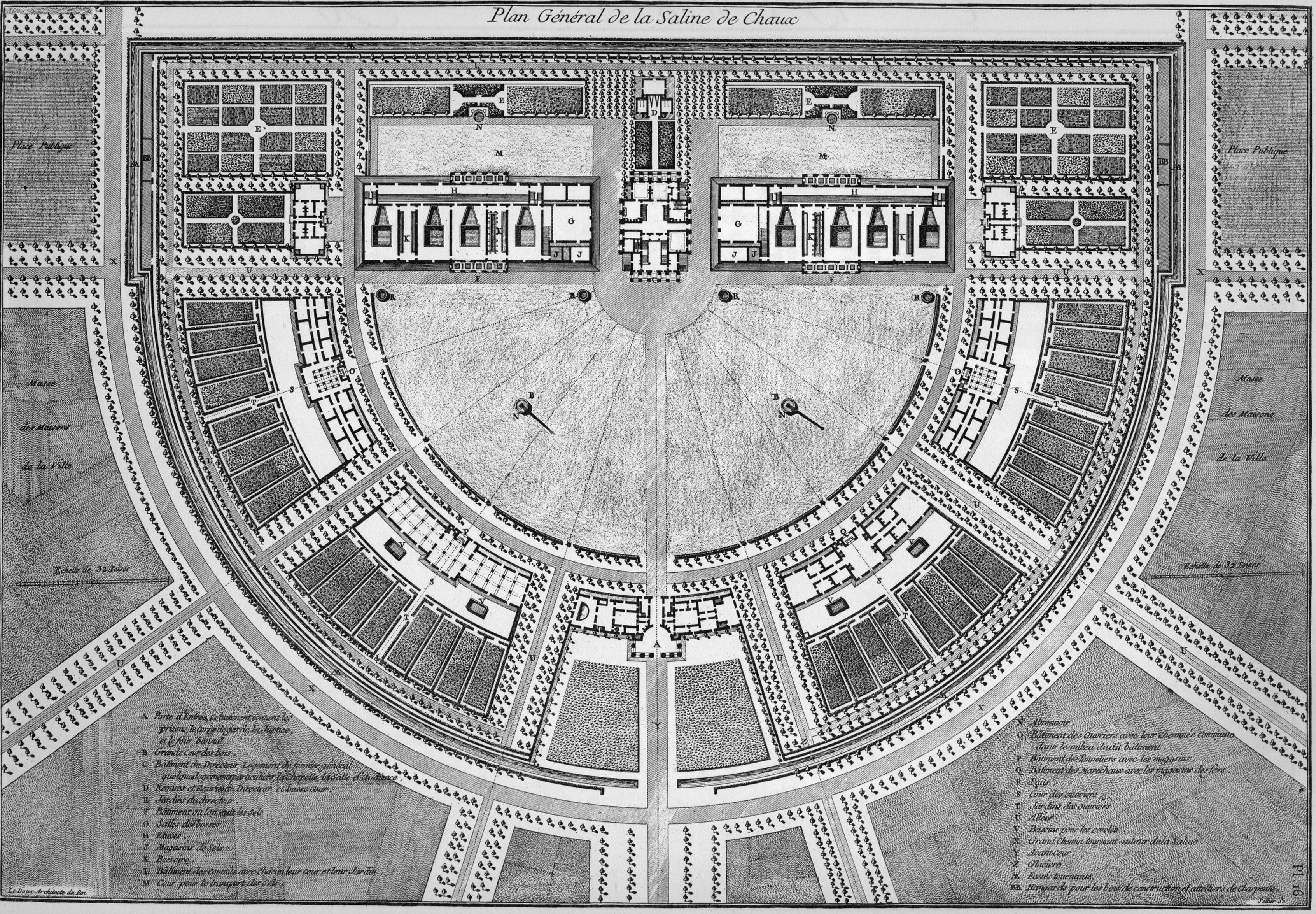
Plànol del conjunt.

## L'arquitectura

### El saumoduc
Per tal de proveir la salina en «petites aigües» des dels pous de Salins-les-Bains, es va construir un saumoduc, això és, una canonada que conduïa l'aigua salada. Formava una doble canalització de fusta, de 21 quilòmetres de llarg, que creuava turons, carreteres i boscos, seguint el curs del Furieuse i del Loue. Aquesta canalització s'enterrava a fi de fer-la menys vulnerable als danys del temps, el gel i els lladres.
Per assegurar-lo amb més força, es van construir 10 llocs de guàrdia al llarg del traçat del conducte, formant així el «camí dels gabelous». La comercialització i el contingut en sal de la salmorra es mesuraven a cada lloc de guàrdia, i els resultats eren observats cada dissabte i portats a la salina. Els gabelous eren alhora els duaners responsables del comerç de la sal, i en conseqüència responsables de la gabela. Havien de fer front als «falsos-saliners», que escalaven per les canalitzacions per recuperar una part del líquid carregat de sal.
La canalització seguia la inclinació del terreny (143 metres de desnivell), i estava formada per troncs d'avet tallats en forma de llapis per acoblar-se fàcilment, amb el cor buidat amb l'ajuda d'un filaberquí. Es van escollir avets per la seva gran mida, i també per la relativa blanor del seu cor. Aquests troncs d'avets buits es deien bourneaux. L'ajustament dels troncs buidats l'un amb l'altre s'havia d'enfortir mitjançant l'ús de cèrcols de ferro. Malgrat els nombrosos treballs efectuats ininterrompudament sobre el canal, apareixien nombroses esquerdes, fet que implicava nombroses fugues (els costosos treballs s'efectuaven sobre una de les canalitzacions mentre que l'altra assegurava el transport de la salmorra). Així doncs, dels 135.000 litres de salmorra enviats diàriament des de les Salines, se'n perdia una part no negligible, aproximadament un 30%. A partir de 1788, els conductes de fusta van ser substituïts progressivament per conductes de ferro colat. Encara avui en dia es troba al llarg d'aquest camí el lloc de guàrdia de la Petite Chaumière (la «Petita Cabanya»), el segon després de Salins-les-Bains.

### Els edificis

#### L'edifici de graduació i la conca

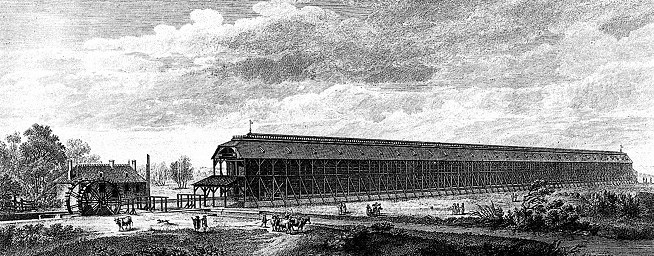
Vista de l'edifici de graduació de la Salina de Chaux. Làmina 9 de «L'architecture considérée sous le rapport de l'art, des moeurs et de la législation», París, 1804.

L'edifici de graduació va ser destruït el 1920. Tenia per objectiu en aquella època augmentar la concentració de sal de la salmorra per evaporació. Estava format llavors per una immensa estructura feta de fusta, de 496 metres de llarg i 7 metres d'alt, fet que permetia el pas del vent. Es trobava a 5 metres d'alçària un tub trepat de forats que deixava sortir l'aigua salada que podia llavors estendre's sobre gavelles d'espines molt nombroses. Llavors es produïa una evaporació, facilitada pel pas del vent. Cada gota de salmorra era llavors recollida per un tauló d'avet acanalat lleugerament inclinat. Aquest mètode es repetia diverses vegades per tal d'augmentar la salinitat de la salmorra fins a obtenir una salinitat de prop de 24 graus. La salmorra es dirigia llavors a una immensa conca de 5 metres de profunditat i amb una capacitat de 200.000 litres (és a dir 200 m ³). Aquesta conca estava protegida per una coberta de 2000 m ³, i un lloc de guàrdia.

#### L'edifici dels guàrdies
Hi ha esplèndids edificis amb columnes dòriques situats a prop de les entrades per poder controlar-les. Posseïen ornaments i no xemeneies com la resta de la salina. Eren molt espaiosos i luxosos. Ledoux li donava gran importància a això perquè per a la protecció de la salina era molt important per lluitar contra els possibles atacs estrangers.

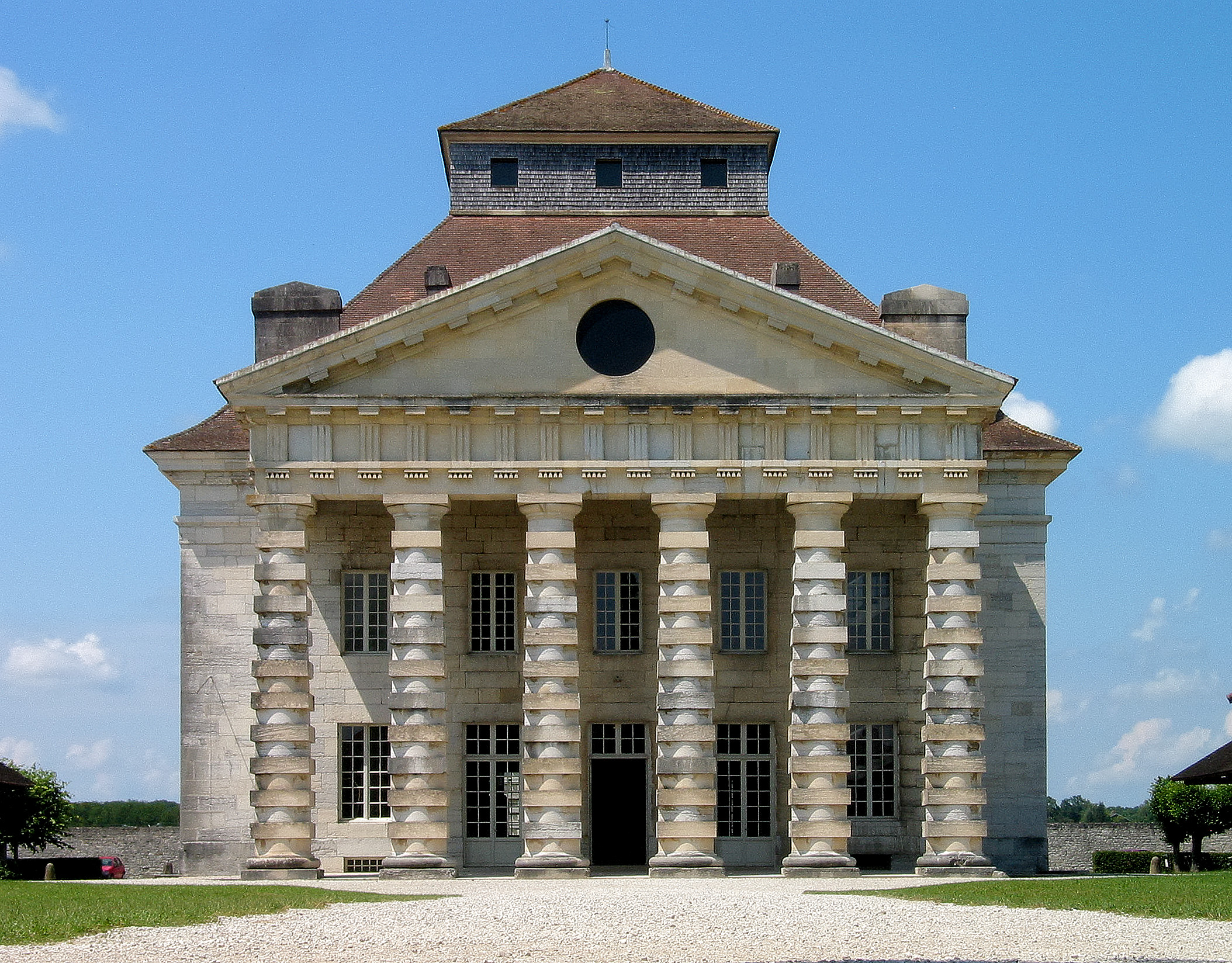
Casa del director.

### Altres edificacions
A més dels edificis ja assenyalats, la salina comptava amb:
- La casa del director
- Estables
- Edificis dels treballadors i de la gabela
- La ferreria i la boteria
- Els jardins

### Estil i simbolisme
Ledoux va concebre el conjunt arquitectònic amb forma de semicercle (370 m de diàmetre), incloent les instal·lacions tècniques i els allotjaments dels obrers. 
La casa del director amb el seu frontó amb forma de peristil imposava una determinada idea de l'ordre. Recorda a La Rotonda de Palladio, prop de Vicenza (Itàlia). 
Empresonat sota la Revolució, Ledoux es va imaginar la ciutat ideal de Chaux, que havia d'envoltar la salina, projecte que romandria en els dissenys de l'arquitecte caigut en desgràcia.